# Нортіст-Мадісон Тауншип (округ Перрі, Пенсільванія)
Нортіст-Мадісон Тауншип (англ. Northeast Madison Township) — селище (англ. township) в США, в окрузі Перрі штату Пенсільванія. Населення — 831 особа (2020).

## Демографія
Згідно з переписом 2010 року, у селищі мешкало 786 осіб у 294 домогосподарствах у складі 217 родин. Було 430 помешкань
Расовий склад населення:
| - 98,0 % — білих - 0,1 % — вихідців з тихоокеанських островів - 0,1 % — корінних американців - 0,1 % — чорних або афроамериканців |

До двох чи більше рас належало 1,4 %. Частка іспаномовних становила 2,0 % від усіх жителів.
За віковим діапазоном населення розподілялося таким чином: 24,8 % — особи молодші 18 років, 61,5 % — особи у віці 18—64 років, 13,7 % — особи у віці 65 років та старші. Медіана віку мешканця становила 40,3 року. На 100 осіб жіночої статі у селищі припадало 107,4 чоловіків;  на 100 жінок у віці від 18 років та старших — 109,6 чоловіків також старших 18 років.
Середній дохід на одне домашнє господарство  становив 60 974 долари США (медіана — 49 000), а середній дохід на одну сім'ю — 72 114 долари (медіана — 60 536). Медіана доходів становила 36 786 доларів для чоловіків та 41 875 доларів для жінок. За межею бідності перебувало 15,2 % осіб, у тому числі 17,8 % дітей у віці до 18 років та 11,9 % осіб у віці 65 років та старших.
Цивільне працевлаштоване населення становило 384 особи. Основні галузі зайнятості: будівництво — 18,2 %, освіта, охорона здоров'я та соціальна допомога — 14,1 %, роздрібна торгівля — 12,2 %, сільське господарство, лісництво, риболовля — 12,2 %.